# Willis Eugene Lamb
Willis Eugene Lamb, Jr. (12. července 1913, Los Angeles – 15. května 2008, Tucson) byl americký fyzik. Spolu s Polykarpem Kuschem získali v roce 1955 Nobelovou cenou za fyziku, Kusch za přesné určení magnetického momentu elektronů a Lamb za objevy týkající se jemné struktury spektrálních čar vodíkového spektra.

## Život
Lamb se narodil v Los Angeles a navštěvoval Los Angeles High School, kam byl přijat v roce 1930. V roce 1934 získal bakalářský titul v oboru chemie na Kalifornské univerzitě v Berkeley. Za teoretickou práci o rozptylu neutronů krystalem, kterou vedl J. Robert Oppenheimer získal titul Ph.D. ve fyzice v roce 1938. Kvůli omezeným výpočetním metodám dostupným v této době tento výzkum těsně minul odhalení Mössbauerova jevu rezonanční fluorescence 19 let před jeho objevem Rudolfem Mössbauerem.   
V experimentech z roku 1947 s Robertem Retherfordem objevil rozdíly v energetických hladinách mezi různými orbitaly atomu vodíku, rozdíly, které tehdy teorie nepředpovídala. Za tuto práci obdržel s Polykarpem Kuschem v roce 1955 Nobelovu cenu za fyziku.  
Poté se Lamb zabýval jadernou teorií, laserovou fyzikou a ověřováním kvantové mechaniky.
Lamb byl profesorem fyziky na Stanfordu v letech 1951 až 1956, v letech 1956 až 1962 Wykehamským profesorem fyziky na Oxfordské univerzitě a také učil na Yale, na Kolumbijské univerzitě a na Arizonské univerzitě. V roce 1963 byl zvolen členem Americké akademie umění a věd (The Academy).  V roce 2000 jej The Optical Society zvolila čestným členem.